# De Kongelige Stalde
De Kongelige Stalde på Christiansborg Slot er et omfattende staldanlæg, der ligger i bygningerne rundt om ridebanen ved Christiansborg Slot på Slotsholmen i København.
Der har været et betydeligt hestehold på slottet og derfor også et betydeligt staldanlæg. Hestehold er der stadig med et antal heste som benyttes af Kongehusets Stald-Etat. Andre dele er indrettet til vognmuseum med de gamle hestekøretøjer. Endelig er nogle dele omdannet til andre formål som kontorer og garager for kongehusets biler.

## Historie

### De Kongelige Stalde ved Københavns Slot
Allerede i 1500-tallet lå der bag Københavns Slot et større zigzag-formet staldanlæg, der rummede kongens heste og vognpark. I 1590 talte en udenlandsk rejsende 52 heste i staldene.
På den hesteinteresserede Christian 5.s tid i slutningen af 1600-tallet var der ca. 170 heste og 152 ansatte i Den Kongelige Stald-Etat. Der var direkte adgang til staldene fra slottet via en løngang, og kongen kom her daglig.
Frederik 4. iværksatte derfor i årene efter sin tronbestigelse i 1699 en større ombygning af staldanlægget, der førte til en rektangulær ridebane omgivet af nye staldbygninger og vognremise.
Foruden selve staldene opførtes i 1703-05 en prægtig barokbygning ud til Frederiksholms Kanal, der skulle fungere som bolig for staldmesteren og personalet ved de kongelige stalde. Staldmestergården findes stadig og rummer i dag Undervisningsministeriet og Kirkeministeriet.

### De Kongelige Stalde ved Christiansborg Slot
Kort efter sin tronbestigelse i 1730, tog Kong Christian 6. initiativ til at nedrive det umoderne Københavns Slot for at give plads til et nyt overdådigt barokslot, der kunne være en værdig ramme om enevældens kongemagt: det første Christiansborg Slot. I den forbindelse blev det gamle staldanlæg bag Københavns Slot også revet ned for at give plads til et nyt og større staldanlæg. Stald-Etatens mange heste blev i mellemtiden opstaldet på Frederiksberg Slot, Charlottenborg og Rosenborg Slot.
Det nye og stadigt eksisterende staldanlæg blev opført 1738-1745 af arkitekterne Elias David Häusser og Nicolai Eigtved. Det omfattede en udendørs ridebane og et indendørs ridehus, mens det meste af stueetagen i bygningerne rundt om ridebanen blev indrettet som stalde med plads til i alt 87 rideheste og 165 køreheste. Dele af dette staldanlæg står endnu uforandret med sit ekstravagante udstyr af marmorsøjler og marmorkrypper.
Antallet af heste kulminerede i 1789, hvor der var opstaldet 270 heste på Christiansborg. I løbet af 1900-tallet blev hestene langsomt fortrængt af biler, og i dag er knap 20 heste opstaldet i De Kongelige Stalde.